# Greenwater
Greenwater és una concentració de població designada pel cens dels Estats Units a l'estat de Washington. Segons el cens del 2000 tenia 91 habitants.

## Demografia
Segons el cens del 2000, Greenwater tenia 91 habitants, 46 habitatges, i 17 famílies. La densitat de població era de 23,6 habitants per km².
Dels 46 habitatges en un 6,5% hi vivien nens de menys de 18 anys, en un 30,4% hi vivien parelles casades, en un 4,3% dones solteres, i en un 60,9% no eren unitats familiars. En el 37% dels habitatges hi vivien persones soles el 4,3% de les quals corresponia a persones de 65 anys o més que vivien soles. El nombre mitjà de persones vivint en cada habitatge era d'1,98 i el nombre mitjà de persones que vivien en cada família era de 2,61.
Per edats la població es repartia de la següent manera: un 8,8% tenia menys de 18 anys, un 16,5% entre 18 i 24, un 35,2% entre 25 i 44, un 34,1% de 45 a 60 i un 5,5% 65 anys o més.
L'edat mediana era de 41 anys. Per cada 100 dones de 18 o més anys hi havia 112,8 homes.
La renda mediana per habitatge era de 39.545 $ i la renda mediana per família de 75.487 $. Els homes tenien una renda mediana de 75.282 $ mentre que les dones 41.250 $. La renda per capita de la població era de 36.466 $. Cap de les famílies estaven per davall del llindar de pobresa.

## Poblacions més properes
El següent diagrama mostra les poblacions més properes.